# Gartenspitzmaus
Die Gartenspitzmaus (Crocidura suaveolens) ist ein Säugetier aus der Familie der Spitzmäuse. Sie besiedelt große Teile der Paläarktis.

## Kennzeichen
Die Gartenspitzmaus ist die kleinste der drei in Europa vorkommenden Arten der Weißzahnspitzmäuse (Gattung Crocidura). Die Kopf-Rumpf-Länge beträgt 50 bis 75, selten bis 80 Millimeter, die Schwanzlänge 25 bis 40 Millimeter und das Gewicht 4,0 bis 7,5 Gramm. Die Oberseite ist braungrau, die Flanken und die Unterseite sind grau und gelegentlich gelblich überhaucht. Die Färbung von Unter- und Oberseite ist nicht scharf voneinander abgesetzt.

## Verbreitung
Das riesige Verbreitungsgebiet der Gartenspitzmaus umfasst große Teile der Paläarktis. Es reicht in West-Ost-Richtung von Portugal und der Bretagne bis in den Osten Sibiriens und in Nord-Süd-Richtung im westlichen Teil des Areals von Mecklenburg-Vorpommern bis zur Südspitze Italiens, in den Norden Ägyptens und die Arabische Halbinsel und im Osten südwärts bis Kasachstan, Kirgisistan und Nord-China. Die früher zu dieser Art gestellten Populationen im Südosten Sibiriens, im Osten Chinas, in Korea und auf Taiwan werden heute als eigene Art (Crocidura shantungensis) betrachtet.
In Südwesteuropa sind der Norden Portugals, Nordspanien und der Südwesten Frankreichs besiedelt. Nach Osten folgt dann eine große Verbreitungslücke, die von Mittelfrankreich über den Westen Italiens und der Schweiz und die Beneluxländer bis Mittel- und Ostdeutschland reicht. Die nordwestliche Verbreitungsgrenze in Europa verläuft durch Deutschland etwa entlang einer Linie Stuttgart, Unterfranken, Thüringen und Neuruppin im mittleren Land Brandenburg bis Pasewalk in Mecklenburg-Vorpommern. Diese nördliche Verbreitungsgrenze setzt sich im Westen Polens fort, biegt dort weiter östlich aber wieder nach Süden ab, so dass die Art im Nordosten Polens fehlt.

## Lebensraum
Die Gartenspitzmaus bewohnt waldfreie, extensiv genutzte und warme Offenlebensräume wie Brachen, Feld- und Wegränder, Verlandungsvegetation, Gärten, Schutthalden und Trockenmauern vom Flachland bis in etwa 700 Meter Höhe. Die Art lebt häufig – und im Norden des Verbreitungsgebietes fast ausschließlich – in der Nähe menschlicher Siedlungen. Ab September wandern die Tiere verstärkt in Gebäude ein, um dort zu überwintern.

## Lebensweise
Die Nahrung besteht vor allem aus Insekten und deren Larven, Weberknechten, Webspinnen und Schnecken. Weil sie auch Schnecken verzehren, sind sie im Gemüsegarten nützlich bei der natürlichen Schneckenbekämpfung. Die Fortpflanzung findet von April bis Oktober statt. Die Würfe umfassen 2 bis 8, meist 4 bis 5 Junge. Die frisch geborenen Jungtiere wiegen 0,4 bis 0,6 Gramm. Die Augen öffnen sich im Alter von neun Tagen; die Säugezeit beträgt etwa drei Wochen. Bei ihren Ausflügen bilden die Jungtiere ab dem Alter von acht Tagen durch Festbeißen an der Schwanzwurzel des Vordertieres die für viele Wimperspitzmäuse typischen Karawanen.

## Bestand und Gefährdung
Die Gartenspitzmaus wird in Deutschland aufgrund ihrer engen Bindung an extensiv genutzte, offene Habitate und der Gefährdung dieser Lebensräume durch Nutzungsintensivierung in der Roten Liste als „gefährdet“ (Kategorie 3) geführt. An der Westgrenze der Verbreitung wird sie offenbar außerdem durch die nach Osten vordringende Hausspitzmaus verdrängt. Andererseits fand zumindest in Ostdeutschland seit 1955 eine deutliche Arealausweitung nach Norden und Westen statt. Der Weltbestand gilt laut IUCN als ungefährdet (least concern).
In europäischen Zoos wird die Art nicht mehr gehalten, ehemaliger deutscher Halter ist Berlin.

### Belege
1. ↑  Engelbert Kötter: Schnecken im naturnahen Garten, Cadmos Verlag 2014, ISBN   978-3-840-48111-6 + E-Book 3840465443
2. ↑    ZTL 11.6.